# جس دابکین
جس دابکین (Jess Dobkin) (زاده ۱۹۷۰) یک هنرمند هنر اجرایی است که در سال ۲۰۰۲ در کانادا شروع به کار کرد و بیشترین معروفیتش را در سال ۲۰۰۶ بدست آورد
او لیسانس زنان را از کالج ابرلین دارد و همچنین فوق لیسانس هنرهای اجرایی را از دانشگاه راتگرز دریافت کرده‌است

## فعالیت‌ها
دابکینز یک هنرمند هنر اجرایی که مدافع حقوق زنان و از همجنس گرایان حمایت می‌کند.
بدن او در اجراهایش نقش بسیاری دارد و عریانی در اجراهایش دیده می‌شود
او همچنین با هنرمندانی مانند مارتا ویلسون همکاری داشته‌است

## اجراهای معروف
در سال ۲۰۰۶ او معروف‌ترین اثر خود را در تورنتو کانادا به نام ایستگاه شیر دهی اجرا کرد که توجه بسیاری را به خود جلب کرد او در این نمایش انتقادی از بهداشت کانادا. مسئله فروش آنلاین شیر انسان را در فضای مجازی را بیان کرد و این نمایش را بار دیگر در سال ۲۰۱۲ نیز اجرا کرد

### زندگی شخصی
دابلین یک همجنسگرا و همچنین یک مادر است

### اجراها
- چه تعداد اجرا نیاز است تا یک هنرمند بتواند یک لامپ را عوض کند؟ , ۲۰۱۵
- سبز باش، ۲۰۰۹
- توپ آینه‌ای، ۲۰۰۸–۲۰۰۹
- ماشین قراضه، ۲۰۰۸
- ایستگاه شیر دهی، ۲۰۰۶–۲۰۱۲
- خدمات رایگان، ۲۰۰۶
- توجه، ۲۰۰۳–۲۰۰۵